# St Levan
St Levan (in lingua cornica: Selevan) è una parrocchia civile costituita da vari villaggi sparsi della costa sud-occidentale della Cornovaglia, nel sud-ovest), facente parte del distretto di Penwith.

## Geografia fisica
La parrocchia civile di St Levan è bagnata dal mare nel suo tratto meridionale e confina a nord-ovest con la parrocchia civile di Sennen e a nord-est con la parrocchia civile di St Buryan.

## Origini del nome
Il toponimo in lingua cornica Selevan potrebbe essere una forma celtica del prenome Salomone, in riferimento ad un religioso che sarebbe vissuto in loco tra il VI e il VII secolo.

## Monumenti e luoghi d'interesse

### Architetture religiose

#### Chiesa parrocchiale
Principale edificio religioso di St Levan è la chiesa parrocchiale, di origine medievale, ma ampiamente ricostruita nel corso del XII secolo ed ampliata nel XV secolo.

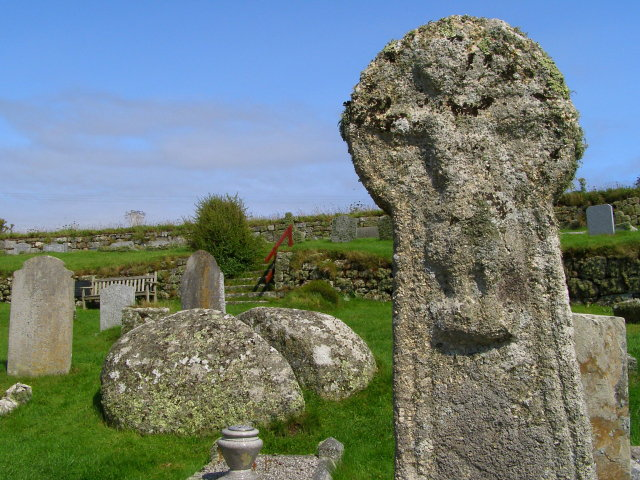
Pietre e croci nel recinto della chiesa parrocchiale di St Levan

#### Fonte sacra di St Levan
Sulle scogliere che si affacciano sulla spiaggia nota come Pothchapel, si ergono invece la fonte sacra di St Levan e un'antica cappella.

### Architetture civili
Altra attrattiva della parrocchia civile di St Levan è il Minack Theatre, un teatro nello stile dell'antica Grecia che si trova nel villaggio di Porthcurno e che è stato realizzato a partire dagli anni trenta del XX secolo.)

## Geografia antropica

### Suddivisioni amministrative
Villaggi
- Porthcurno